# Michele Russo
Michele Russo MCCJ (* 30. Januar 1945 in San Giovanni Rotondo; † 30. März 2019 in Mailand) war Bischof von Doba.

## Leben
Michele Russo trat der Ordensgemeinschaft der Comboni-Missionare bei, legte am 9. September 1969 die Profess ab und empfing am 18. März 1970 die Priesterweihe. Seit den 1980er-Jahren wirkte er als Missionar in Afrika. 
Papst Johannes Paul II. ernannte ihn am 6. März 1989 zum ersten Bischof der neuerrichteten Diözese Doba im Tschad. Die Bischofsweihe spendete ihm der Bischof von Sarh, Matthias N’Gartéri Mayadi, am 21. Mai desselben Jahres; Mitkonsekratoren waren Gabriel Régis Balet OFMCap, Bischof von Moundou, und Joachim N’Dayen, Erzbischof von Bangui. Im Oktober 2012 wurde er wegen einer Predigt, in der er die Verwendung der Gelder aus dem Erdölgeschäft hinterfragt hatte, des Landes verwiesen. Die Regierung nahm diese Entscheidung zwei Monate später wieder zurück. 
Am 30. Januar 2014 nahm Papst Franziskus seinen krankheitsbedingten Rücktritt vom Amt des Bischofs von Doba an. Russo lebte zuletzt in einem Pflegeheim der Comboni-Missionare in Mailand, wo er im März 2019 starb.